# Phania albisquama
Phania albisquama är en tvåvingeart som först beskrevs av Villeneuve 1924.  Phania albisquama ingår i släktet Phania och familjen parasitflugor. Inga underarter finns listade i Catalogue of Life.